# Jackson (Maine)
Jackson ist eine Town im Waldo County des Bundesstaates Maine in den Vereinigten Staaten. Im Jahr 2020 lebten dort 610 Einwohner in 287 Haushalten auf einer Fläche von 65,68 km².

## Geographie
Nach dem United States Census Bureau hat Jackson eine Gesamtfläche von 65,68 km², von der 65,42 km² Land sind und 0,26 km² aus Gewässern bestehen.

### Geographische Lage
Jackson liegt im Norden des Waldo Countys und grenzt an das Penobscot County. Der North Branch of Marsh Stream fließt in östlicher Richtung durch die Town. Es gibt nur kleinere Seen in dem Gebiet. Die Oberfläche ist leicht hügelig, der 300 m hohe Common Hill ist die höchste Erhebung in dem Gebiet.

### Nachbargemeinden
Alle Entfernungen sind als Luftlinien zwischen den offiziellen Koordinaten der Orte aus der Volkszählung 2010 angegeben.
- Norden: Dixmont, Penobscot County, 9,1 km
- Osten: Monroe, 6,9 km
- Süden: Brooks, 8,9 km
- Südwesten: Knox, 12,4 km
- Westen: Thorndike, 8,0 km
- Nordwesten: Troy, 10,8 km

### Stadtgliederung
In Jackson gibt es drei Siedlungsgebiete: Jackson, Jackson Corners und South Jackson.

### Klima
Die mittlere Durchschnittstemperatur in Jackson liegt zwischen −7,8 °C (18 °F) im Januar und 20,0 °C (68 °F) im Juli. Damit ist der Ort gegenüber dem langjährigen Mittel der USA um etwa 9 Grad kühler. Die Schneefälle zwischen Oktober und Mai liegen mit bis zu zweieinhalb Metern mehr als doppelt so hoch wie die mittlere Schneehöhe in den USA; die tägliche Sonnenscheindauer liegt am unteren Rand des Wertespektrums der USA.

## Geschichte
Das Gebiet von Jackson gehörte zum Waldo Patent, später wurde es durch Henry Knox aufgekauft, der schließlich fast das gesamte Gebiet besaß, welches zuvor zum Waldo Patent gehörte. Knox verkaufte Flächen an frühe Siedler, den Rest schließlich an Israel Thorndike, David Sears und William Prescott. Thorndike, ein Bürger aus Boston mit einer Vorliebe für die Landwirtschaft, richtete sich  eine Farm mit Pferden, Kühen, Schafen und Geflügel ein sowie einen Obstgarten mit 500 Apfelbäumen. Diese Farm trug lange den Namen „Great Farm“. Als Jackson Plantation wurde das Gebiet 1812 organisiert, die Organisation als Town erfolgte am 12. Juni 1818, vermutlich benannt nach General Henry Jackson.

### Einwohnerentwicklung
| Volkszählungsergebnisse – Town of Jackson, Maine | Volkszählungsergebnisse – Town of Jackson, Maine | Volkszählungsergebnisse – Town of Jackson, Maine | Volkszählungsergebnisse – Town of Jackson, Maine | Volkszählungsergebnisse – Town of Jackson, Maine | Volkszählungsergebnisse – Town of Jackson, Maine | Volkszählungsergebnisse – Town of Jackson, Maine | Volkszählungsergebnisse – Town of Jackson, Maine | Volkszählungsergebnisse – Town of Jackson, Maine | Volkszählungsergebnisse – Town of Jackson, Maine | Volkszählungsergebnisse – Town of Jackson, Maine |
| Jahr                                             | 1800                                             | 1810                                             | 1820                                             | 1830                                             | 1840                                             | 1850                                             | 1860                                             | 1870                                             | 1880                                             | 1890                                             |
| ------------------------------------------------ | ------------------------------------------------ | ------------------------------------------------ | ------------------------------------------------ | ------------------------------------------------ | ------------------------------------------------ | ------------------------------------------------ | ------------------------------------------------ | ------------------------------------------------ | ------------------------------------------------ | ------------------------------------------------ |
| Einwohner                                        |                                                  | 275                                              | 385                                              | 493                                              | 653                                              | 833                                              | 827                                              | 707                                              | 682                                              | 522                                              |
| Jahr                                             | 1900                                             | 1910                                             | 1920                                             | 1930                                             | 1940                                             | 1950                                             | 1960                                             | 1970                                             | 1980                                             | 1990                                             |
| Einwohner                                        | 439                                              | 416                                              | 353                                              | 241                                              | 299                                              | 258                                              | 220                                              | 217                                              | 346                                              | 415                                              |
| Jahr                                             | 2000                                             | 2010                                             | 2020                                             | 2030                                             | 2040                                             | 2050                                             | 2060                                             | 2070                                             | 2080                                             | 2090                                             |
| Einwohner                                        | 506                                              | 548                                              | 610                                              |                                                  |                                                  |                                                  |                                                  |                                                  |                                                  |                                                  |

## Wirtschaft und Infrastruktur

### Verkehr
Die Maine State Route 7 verläuft in nordsüdlicher Richtung durch das Gebiet.

### Öffentliche Einrichtungen
Es gibt keine medizinischen Einrichtungen in Jackson. Die nächstgelegenen befinden sich in Belfast.
In Jackson gibt es keine Bücherei. Die nächstgelegene befindet sich in Belfast.

### Bildung
Jackson gehört mit Brooks, Freedom, Knox, Liberty, Monroe, Montville, Thorndike, Troy, Unity und Waldo zur RSU #3.
Im Schulbezirk werden folgende Schulen angeboten:
- Monroe Elementary School in Monroe
- Morse Memorial Elementary School in Brooks
- Mount View Elementary in Thorndike
- Mount View Middle School in Thorndike
- Mount View High School in Thorndike
- Troy Elementary in Troy
- Unity School in Unity
- Walker Elementary in Liberty

## Persönlichkeiten

### Söhne und Töchter der Stadt
- Ezra Abbot (1819–1884), Theologe, Bibelkritiker und Hochschullehrer
- David A. Boody (1837–1930), Jurist und Politiker